# Cyrtoneurina pararescita
Cyrtoneurina pararescita är en tvåvingeart som beskrevs av Márcia Souto Couri 1995. Cyrtoneurina pararescita ingår i släktet Cyrtoneurina och familjen husflugor. Inga underarter finns listade i Catalogue of Life.